# Pterolophia vientiannensis
Pterolophia vientiannensis är en skalbaggsart som beskrevs av Stefan von Breuning 1965. Pterolophia vientiannensis ingår i släktet Pterolophia och familjen långhorningar.
Artens utbredningsområde är Laos. Inga underarter finns listade i Catalogue of Life.